# Owl Jacket
Owl Jacket ist ein Jazzalbum des Convergence Quartet. Die am 9. Oktober 2013 in den Fish Factory Studios, London entstandenen Aufnahmen erschienen 2015 als LP in limitierter Auflage sowie als Download auf NoBusiness Records.

## Hintergrund
Owl Jacket ist das vierte Album der Gruppe über einen Zeitraum von neun Jahren, nach Live in Oxford (FMR, 2007), Song / Dance (2010) und Slow and Steady (2012). Das Convergence Quartet, „eine Art transatlantisches Superband“, so Stef Gijssels, besteht aus Taylor Ho Bynum am Kornett, Harris Eisenstadt am Schlagzeug, Alexander Hawkins am Klavier und Dominic Lash am Kontrabass. Zu den Kompositionen der Bandmitglieder kommen zwei traditionelle Themen aus Ghana und Gambia, die Eisenstadt für das Quartett arrangierte.

## Titelliste
- The Convergence Quartet: Owl Jacket (NoBusiness Records NBLP 84)[2]

1. Dogbe Na Wo Lo (Arrangement Harris Eisenstadt, Traditional)  6:51
2. Jacket (Dominic Lash) 9:42
3. Coyote (Taylor Ho Bynum) 4:00
4. Owl (Alexander Hawkins) 8:33
5. Azalpho (Dominic Lash) 2:51
6. Mamady Wo Murado Sa (Arrangement: Harris Eisenstadt / Traditional)  6:47

## Rezeption
Nach Ansicht von John Sharpe, der das das Album in All About Jazz mit 4½ (von fünf) Sternen bewertete, zeige der anhaltende Fortbestand der Gruppe „nicht nur Beharrlichkeit, sondern auch Engagement für eine starke Gruppenidentität.“ Und die Merkmale, die sich bei ihrem erfolgreichen Debüt Live in Oxford gezeigt hätten, blieben auch jetzt in einer Erfolgsformel erhalten, von auf den Tourneen getesteten Arrangements, die Konventionen vermeiden und sowohl Improvisationshaltung als auch individuelle Fähigkeiten beinhalten. „Ein bemerkenswerter Funke besteht im Hin und Her zwischen Hawkins und Bynum“, meint der Autor. Der Kornettist zeichne sich durch „zurückhaltende Pyrotechnik“ aus. Er benutzt Pfeifen, Murmeln, anmutige Töne und gedämpftes Brummen, um die Erwartungen an solistisches Spiel zu umgehen, bleibe aber dabei entschlossen musikalisch. Für Hawkins, der inzwischen als eines der führenden Musiker am britischen Firmament gelte, „treten Zurschaustellungen instrumentaler Technik in den Hintergrund, um das zu tun, was zu einem bestimmten Zeitpunkt benötigt wird. Lash und Eisenstadt, die sowohl Ausgeglichenheit als auch Druck zeigen, greifen nahtlos ineinander und schwelgen darin, Komplexität natürlich und ungezwungen erscheinen zu lassen.“
Stef Gjissels vergab an das Album im Free Jazz Blog ebenfalls 4½ Sterne und meinte, nach ihrem vorherigen Album Slow and Steady, das begeisterte Rezensionen erhalten hatte, seien die Erwartungen an ihr nächstes Album verständlicherweise hoch. Insgesamt sei das Album gut, sehr gut, mit vier Musikern, deren Fähigkeiten nicht in Frage gestellt werden. Manchmal riskierten sie, diese Fähigkeiten zu sehr in vorderste Front zu stellen, was zu einer weiteren Entfernung zu ihrem vorherigen Album führt, „aber es ist auf allen Ebenen immer noch sehr empfehlenswert.“
In der italienischen Ausgabe von All About Jazz schrieb Stefano Merighi, die Partnerschaft des Convergence Quartet bleibe, obwohl die Gruppe nur sporadisch aufträte, lebendig und überzeugend, wie dieses Album zeige, das ein abwechslungsreiches und gut strukturiertes Repertoire biete und zugleich die Saiten einer von Herzen kommenden Lyrik berühre, wie im Eröffnungstitel „Dogbe Na Wo Lo“, der in der Nähe bestimmter folkloristischer Musik von Don Cherry angesiedelt sei. „Die Interventionen der vier konzentrieren sich auf ein überwachtes Gespräch, bei dem das gegenseitige Zuhören eine herausragende Rolle spielt“, meint der Autor. „Niemand übertreibt es, jeder spielt mit Weisheit und Selbstbeherrschung.“
Peter Margasak notierte im Chicago Reader: „Die Band, zu der der Trompeter Taylor Ho Bynum, der Schlagzeuger Harris Eisenstadt und der Bassist Dominic Lash gehören, hat noch nie so selbstbewusst geklungen und ihre Suche in warmen, rollenden Melodien zusammengefasst - nichts ist attraktiver als traditionelle Themen aus Ghana und Gambia…. An anderer Stelle tragen die anderen Mitglieder des Quartetts Stücke bei, aber es ist die Art und Weise, wie das Ensemble nach Jahren zusammenhält, die mich hier wirklich beeindruckt. Sie bleiben bei den Formen der Kompositionen, ehren die starken Melodien in jedem einzelnen und drücken sich mit feuriger Improvisation gegen diese melodischen Linien. Das gilt besonders für Hawkins.“